# Géomorphologie
La géomorphologie (du grec γῆ, gé : la Terre, μορφή ; morphé : la forme ; λόγος : logos, l’étude) est l'étude scientifique des reliefs et des processus qui les façonnent sur les planètes telluriques.
Les géomorphologues analysent les paysages, cherchent à en comprendre l'histoire et l’évolution et à prévoir les changements futurs à travers une combinaison d'observations de terrain, d'expérimentations en laboratoire et de modélisations numériques.

## Définition

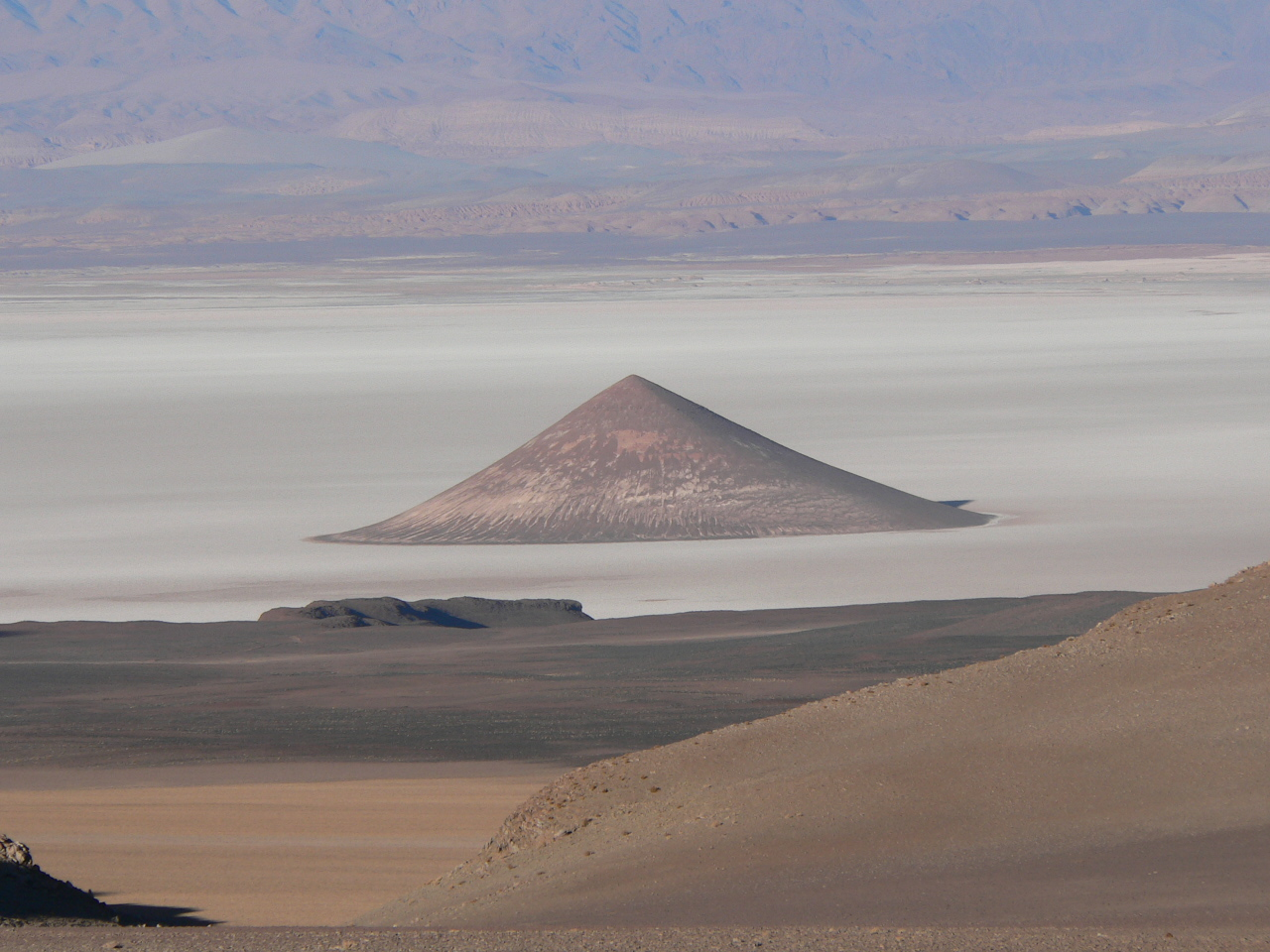
Le Cono de Arita en Salar d'Arizaro, Salta (Argentine).

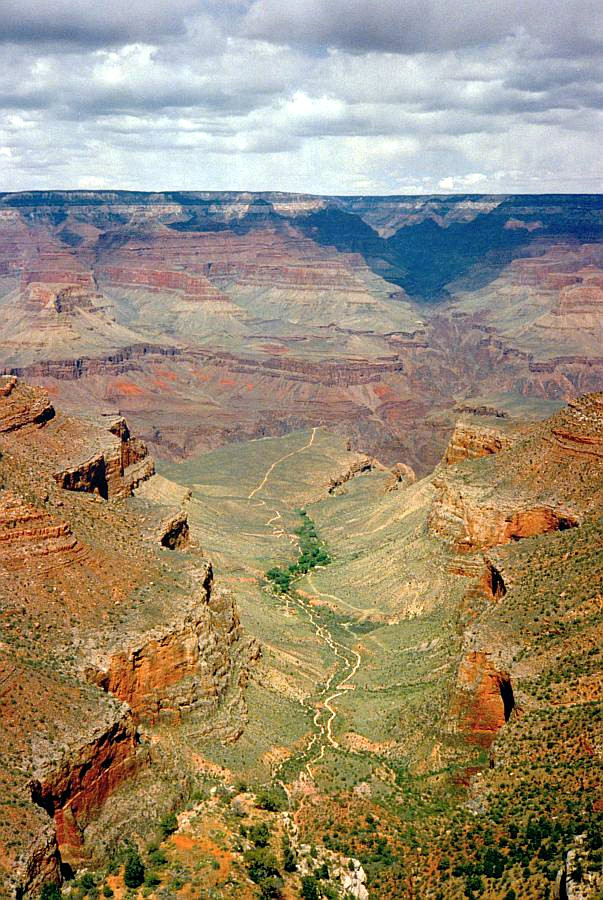
Le Grand Canyon vu du Bright Angel Trail, Arizona (morphologie karstique).

La géomorphologie est la science qui a pour objet la description et l'explication des formes du relief terrestre. Cette discipline s'est construite au sein de la géographie physique (dont elle a longtemps été le fleuron) puis des géosciences. Elle est pratiquée par les géographes, les géologues, les archéologues selon des méthodes et des champs de recherche qui leur sont propres (géodésie, géotechnique, etc.). Les formes de la surface terrestre (et des planètes telluriques) évoluent en réponse à une combinaison de processus naturels et anthropiques, et tendent à équilibrer les processus d’ablation et d’accumulation. Ces processus agissent à des échelles spatiales et temporelles variées. Dans le temps long (petites échelles), le paysage se construit notamment par le soulèvement tectonique et le volcanisme (géomorphologie structurale). Il s'agit donc de l'analyse du milieu naturel, qui est un géosystème : ensemble géographique doté d'une structure et d'un fonctionnement propres, qui s'inscrit dans l'espace et dans le temps (spatio-temporel).
La géomorphologie est donc une discipline qui analyse l'une des composantes du milieu naturel, en relation étroite avec les autres disciplines de la géographie physique et des sciences de la terre (géologie). Deux domaines se partagent le champ scientifique de la géomorphologie :
- la géomorphologie structurale concerne l'influence de la structure (lithologie et tectonique, voir géodynamique) sur le relief à différentes échelles depuis la tectonique des plaques jusqu’aux formes structurales élémentaires (surfaces, escarpements, etc.) géodynamiques ;
- la géomorphologie dynamique (anciennement géomorphologie zonale ou climatique) se spécialise dans l'étude analytique des processus externes qui contribuent à la formation et à l'évolution des formes de relief ; l’érosion, l’altération, l'ablation, le transport, le dépôt, etc., édifient et modifient les formations (des littoraux, du réseau hydrographique, etc.). Elle concerne aussi l’aspect particulier de telle forme en fonction d’un climat actuel ou des héritages d’un climat passé (voir climatologie et biogéographie).

Schématiquement, la géomorphologie structurale explique les grandes lignes du relief - l'architecture principale ou la structure - tandis que la géomorphologie dynamique retouche les grands traits du paysage généralement sous l'effet du climat.
Depuis les années 1970, l'exogéomorphologie, étude des reliefs et des dynamiques morphologiques des corps planétaires extraterrestres, se développe au sein de la planétologie.

## Modelé et formations associées

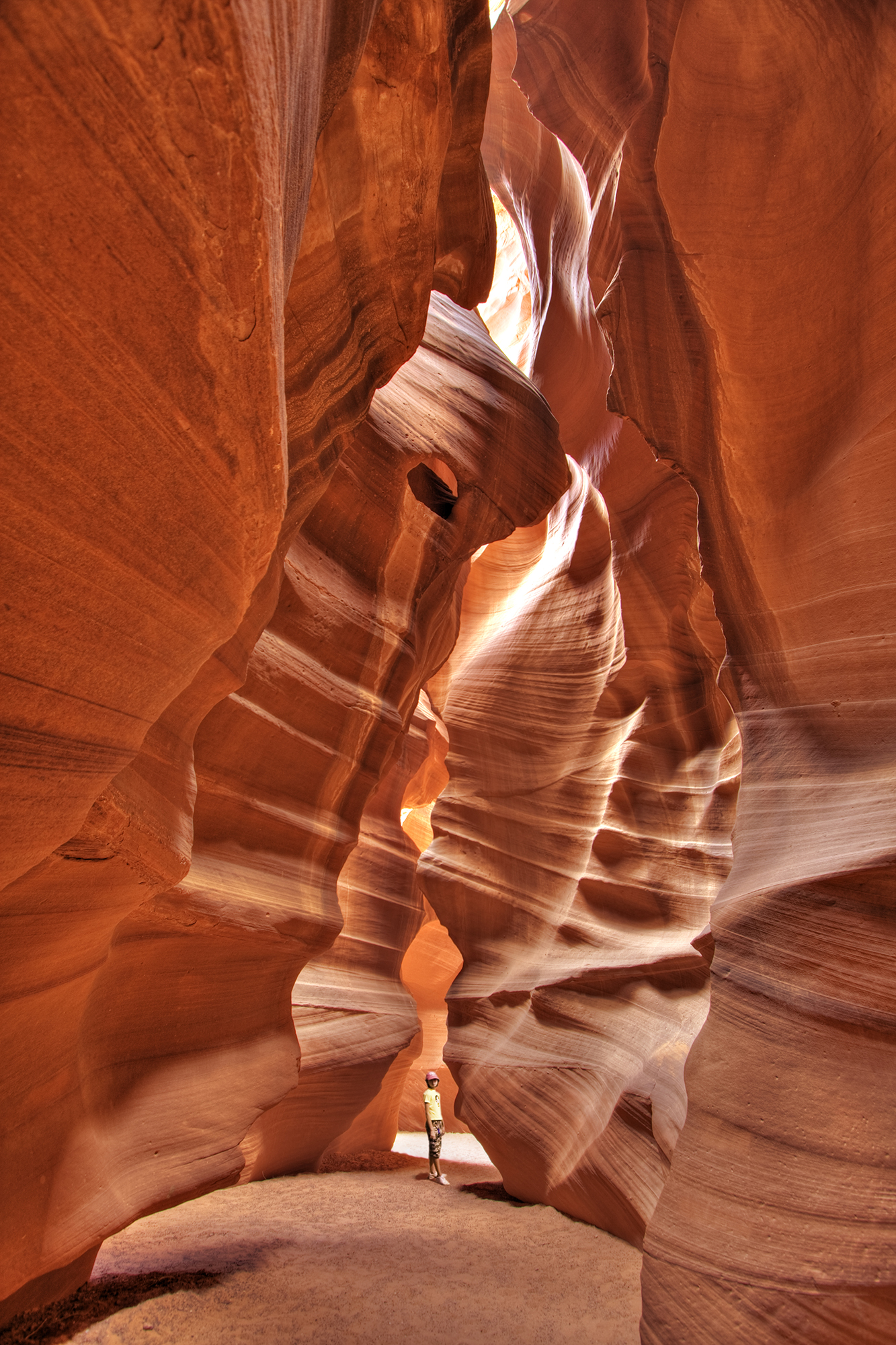
Antelope Canyon, Arizona, creusé par des crues puissantes en contexte désertique dans la formation de grès Navajo (Navajo Sandstone).

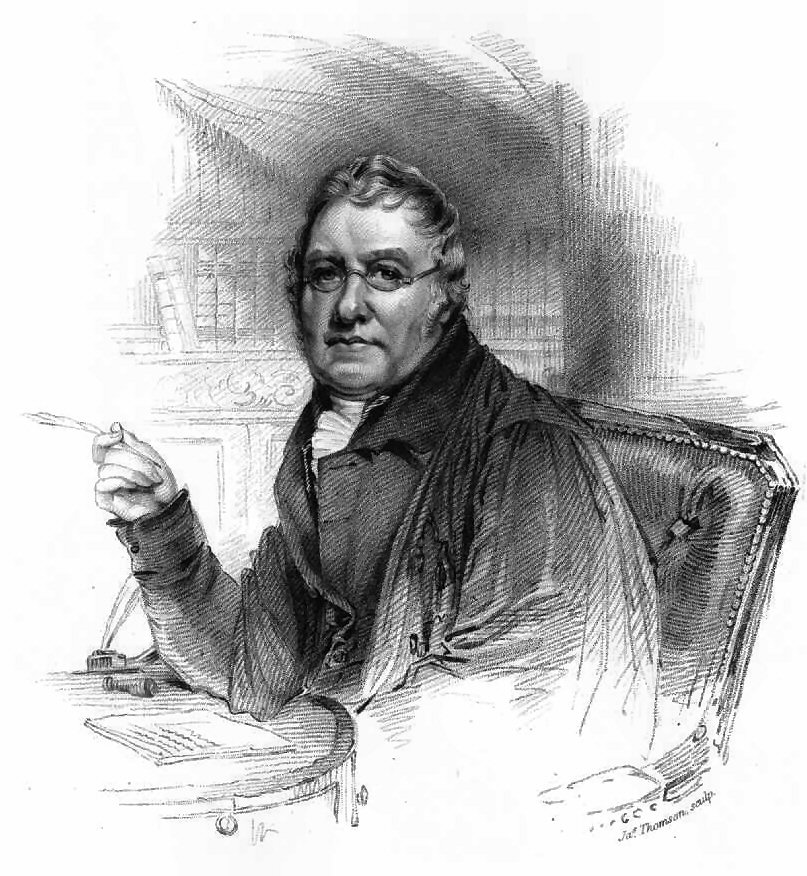
John Playfair, considéré comme l'un des précurseurs dans le domaine de la géomorphologie.

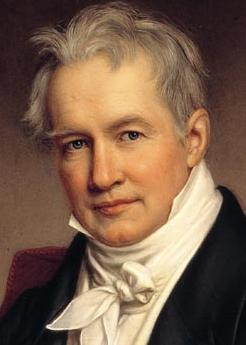
A.von Humboldt a également contribué à diffuser l'importance de la géomorphologie.

L'étude géomorphologique comporte un double aspect :
- la géométrie de la surface topographique (la topographie est la représentation des lieux et formes du terrain sur une carte, la géomorphologie interprète les formes) : le modelé ; la configuration de la surface est la morphographie, qualitative ou quantitative, elle fait appel à des mesures morphométriques sur le terrain ou les cartes, les photographies aériennes, les images satellitales ;
- la notion de forme de relief est indissociable de celle de formations géologiques (les terrains) associées au modelé. Elles constituent deux types :
  - les formations superficielles, corrélatives de la morphogenèse (formation et évolution du relief). Leur mise en place accompagne la réalisation du relief et leur étude est donc fondamentale pour expliquer et dater le relief,
  - le substrat sous-jacent, en place, constitué de roches souvent beaucoup plus anciennes, mises en place dans des conditions paléogéographiques (anciennes distributions géographiques des reliefs) différentes.

Pour le géographe et géomorphologue Claude Klein, « la géomorphologie n'est pas une, elle est trine : il y a une microgéomorphologie, une mésogéomorphologie, une mégagéomorphologie ». Il distingue différents espaces d'étude selon une géomorphologie naturaliste : mégaformes du relief qui représentent essentiellement des phénomènes zonaux liés à la tectonique des plaques, mésoformes qui s'expliquent de manière prépondérant par la dynamique des profils d'équilibre, et microformes (qu'il appelle modelés) façonnées sous l'influence prédominante du climat (en particulier périglaciaire).

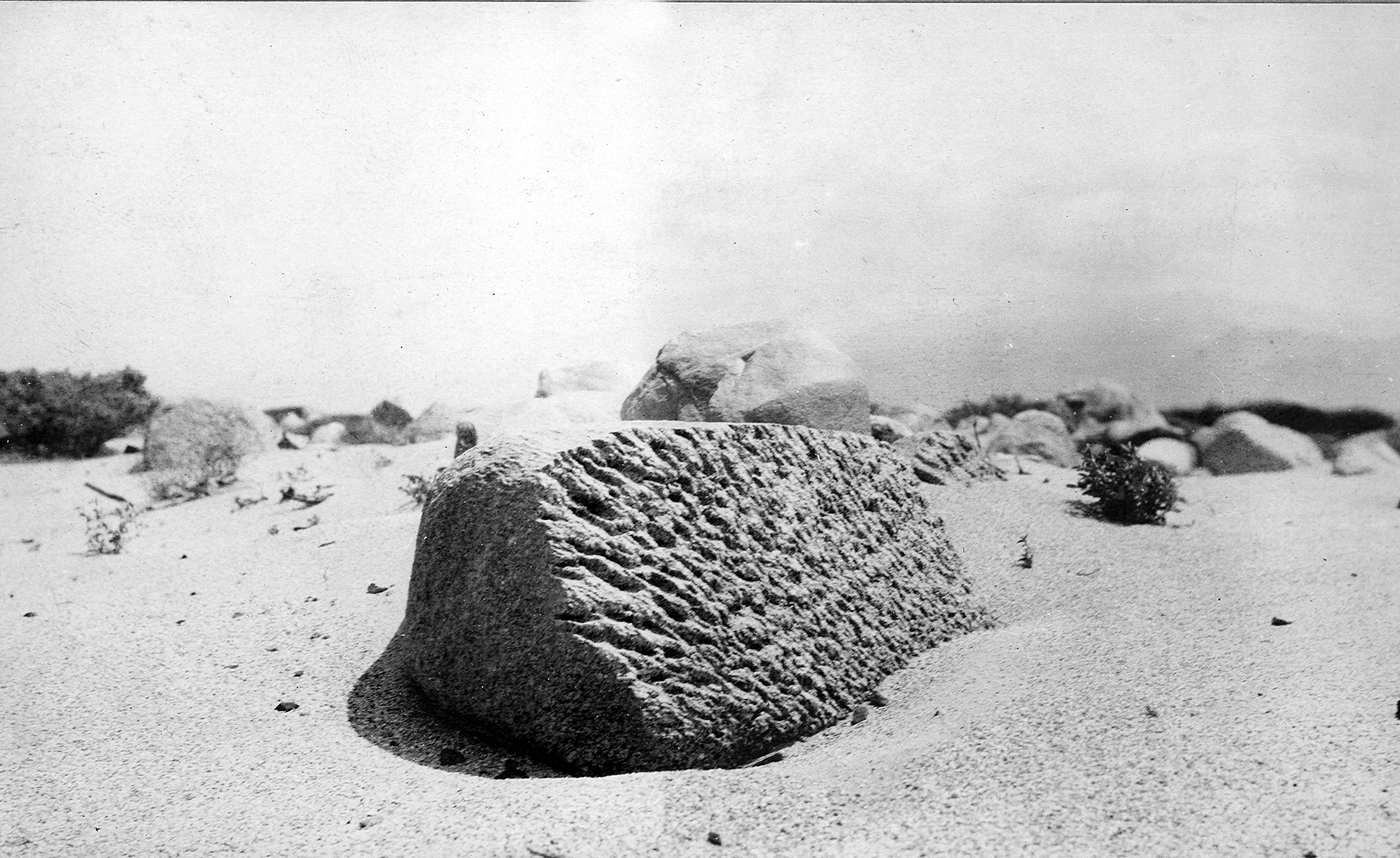
Ventifact, microforme d'ablation.
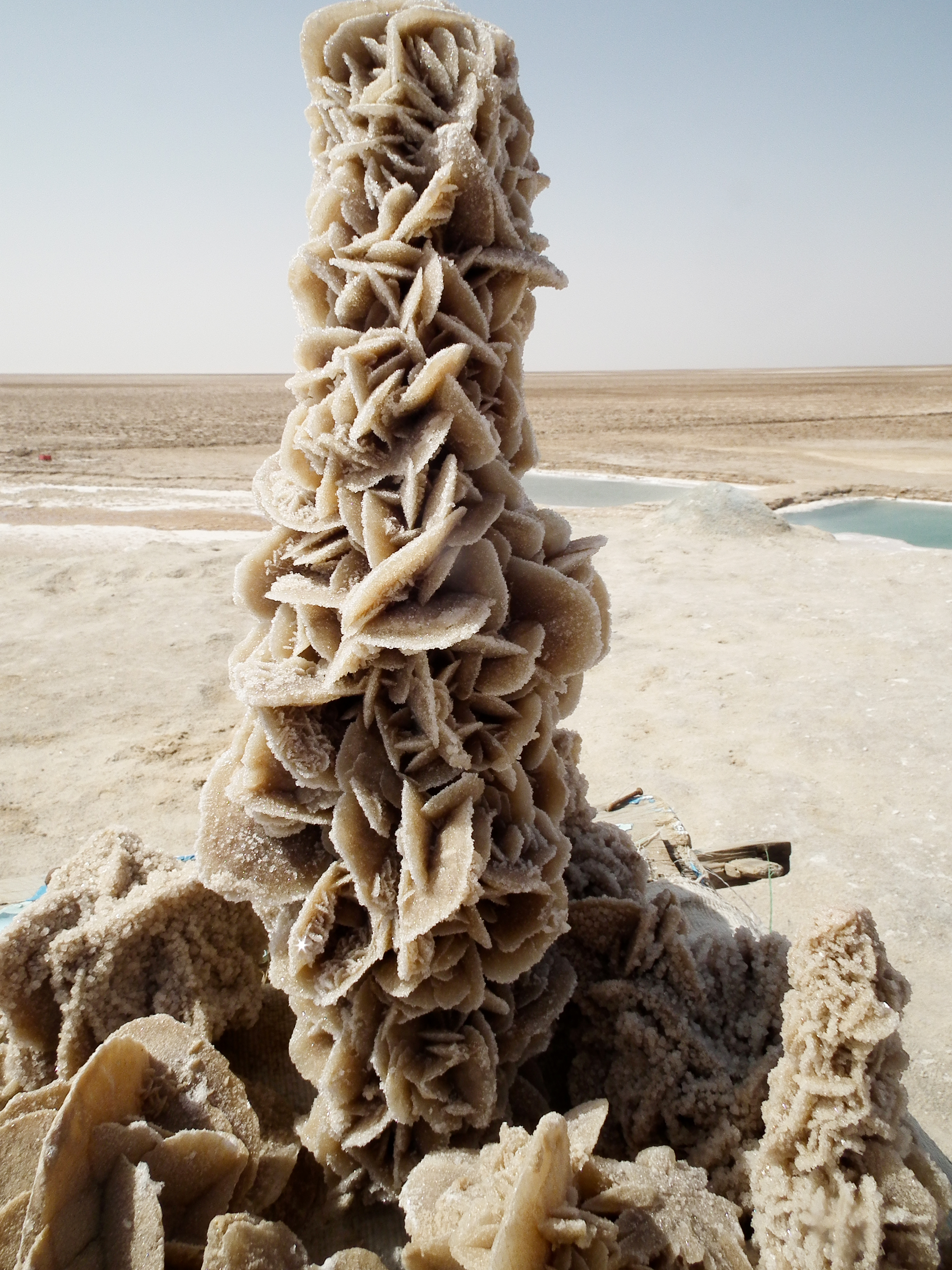
Rose des sables, microforme d'accumulation.

## Histoire
La discipline est très ancienne si on considère son objet d'observation — les reliefs — et les sources remontant à l'Antiquité et au Moyen Âge tant occidentales (Aristote (384-322 av. J.-C.), Pline l'Ancien, Strabon, Sénèque, Avicenne) que chinoises.
- Shen Kuo (1031-1095), grand naturaliste et homme politique chinois, observe par exemple des coquilles fossiles dans une falaise et conçoit que celle-ci correspond à un ancien littoral. D'autres formations lui inspirent l'idée que la surface de la Terre est modelée et remodelée par l'érosion et que le climat a pu évoluer, à l'instar d'Aristote ou de Léonard de Vinci.
- Si la géomorphologie n'existe pas encore en tant que telle, de grands naturalistes et voyageurs comme Alexander von Humboldt, James Hutton et John Playfair posent les bases de l'érosion.
- Carl Friedrich Naumann utilise pour la première fois en 1858 dans son manuel de géologie l'expression morphologie de la surface de la Terre.
- Charles Lyell
- William Morris Davis propose un cycle d'érosion (en).
- Walther Penck et Brückner s'interrogent sur les blocs erratiques des vallées alpines et comprennent les processus de l'érosion glaciaire.
- Emmanuel de Martonne.

## Outils d'analyse géomorphologique
L’évolution technologique a permis de grands progrès dans la connaissance géomorphologique. Avec des avantages et des inconvénients, chacun de ses outils, utilisés généralement conjointement, permet une interprétation plus fine des reliefs et de leur évolution. 
De plus, dans certaines régions (montagne, couverture végétale importante, espaces très urbanisés, autres planètes du système solaire), la collecte des données de terrain est particulièrement difficile et nécessite l’utilisation de techniques et de méthodes particulières.
- La cartographie géomorphologique a évolué, elle reste le préliminaire à la mise en œuvre de moyens plus complexes et coûteux. La cartographie résume des informations sur la géométrie, l’agencement, des formes du relief ; la nature et la structure des formations superficielles ; les processus y compris leur durée et le rythme de formation et l’âge des formes du relief. Les cartes topographiques renseignent sur le modelé par l'intermédiaire des altitudes (cotes) et des courbes de niveau (ou isohypses). Les cartes géomorphologiques rendent compte des aspects des formes du relief : modelé, formations superficielles corrélatives, substrat. Les cartes géologiques représentent en priorité les formations (terrains) du substrat et renseignent inégalement sur les formations superficielles (souvent, par convention, les formations superficielles sont omises lorsque leur épaisseur est faible, ce qui fait que la carte géologique devient alors un écorché). Les cartes géologiques récentes du BRGM tiennent de plus en plus compte de ces formations souvent d’âge quaternaire. Les formations superficielles sont représentées par des signes granulométriques sur les cartes géomorphologiques[3].
- Les données altimétriques modernes de haute résolution sont récoltées par lasergrammétrie ou par photogrammétrie. Elles sont organisées en Modèle Numérique de Terrain et permettent une analyse morphométrique précise des objets géomorphologiques.
- Les méthodes géodésiques (théodolites, GPS, etc.) permettent la localisation cartographique, celle de points de mesures.
- Les techniques sédimentologiques ou granulométriques permettent l’analyse des dépôts sédimentaires (granulométrie, faciès, etc.) en différenciant leurs conditions d’érosion, de transport, de dépôt. Le relevé de la position spatiale des dépôts permet d’établir une datation relative des évènements géomorphologiques (terrasses emboîtées, dépôts de moraines, varves, de lœss, etc.).
- Les stations météorologiques et hydrologiques collectent les variables météorologiques (températures de l’air, précipitations) et hydrologiques (écoulements de surface, débits des cours d'eau). Ces paramètres jouent un rôle déterminant dans l’évolution des phénomènes glaciaires, périglaciaires, gravitaires et torrentiels, littoraux, etc.
- Les analyses thermiques permettent de connaître les caractéristiques thermiques et l’évolution d’un terrain (en particulier pour le pergélisol) : la température est mesurée directement en forages ou par l’utilisation de capteurs et de sondes.
- Les méthodes géophysiques remplacent ou secondent les techniques de forages. Les matériaux du sous-sol possèdent des propriétés physiques particulières (vitesse de propagation des ondes sismiques, résistance au courant électrique, etc.). À l’analyse, la signature varie la nature et l’état de la roche, la présence d’eau ou de glace, la température, la porosité, etc.
- L’analyse de l’imagerie satellitale apporte des précisions de plus en plus grandes pour la compréhension du relief (terrestre et d’autres planètes) à différentes échelles.

## Processus d'érosion, agents de transport et formations superficielles
Traditionnellement, le terme érosion désigne l'ensemble des processus d'ablation, de transport et de sédimentation des matériaux rocheux ; l'érosion au sens large est donc un triptyque. L'érosion des reliefs produit des modelés par ablation (entaille de la masse rocheuse) ou par sédimentation (dépôts corrélatifs).
Grands agents de transport
- les eaux courantes ;
- le vent ;
- les glaciers.

### Processus fluviaux
La dynamique fluviale, ou géodynamique fluviale, étudie l'évolution géomorphologique des cours d'eau (les formes en résultant relevant de la morphologie fluviale). Elle est pluridisciplinaire, empruntant des éléments de méthode et de diagnostic à la géographie physique (dont la géomorphologie), à la géologie, à la sédimentologie, à l'hydraulique, à l’hydrologie, à la biologie et à l'écologie fluviale.

### Processus éoliens

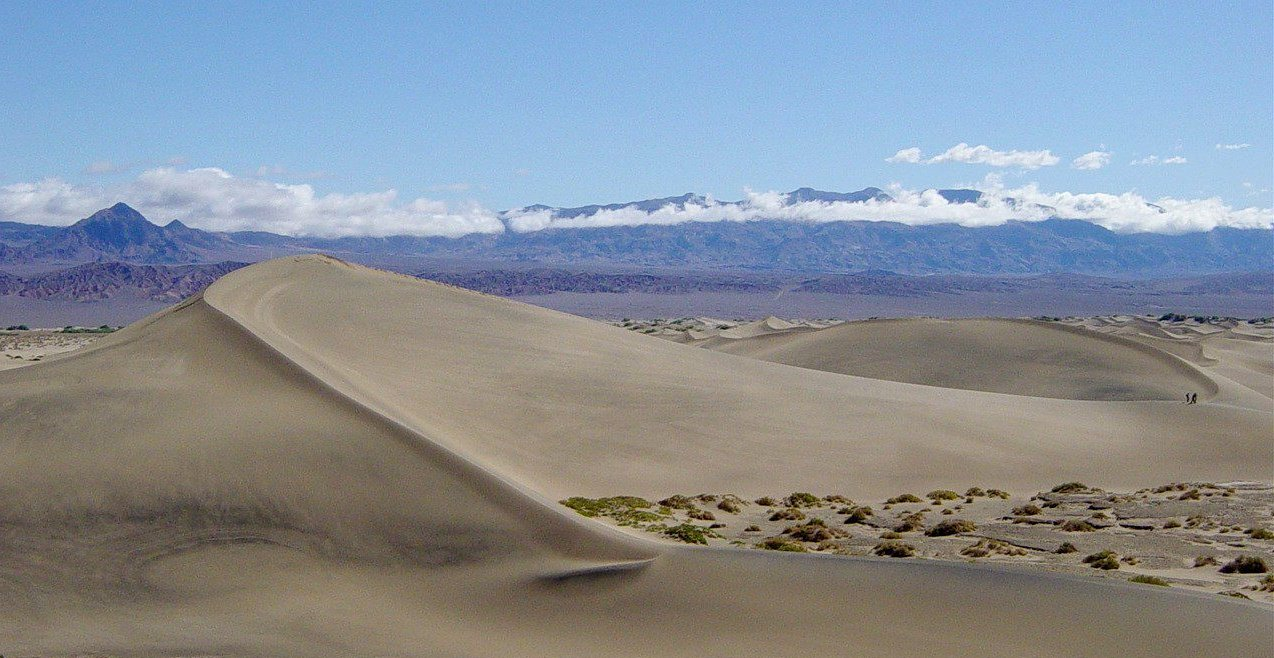
Mesquite Flat Dunes, vallée de la Mort (barkhane) et en arrière-plan les Cottonwood Mountains.

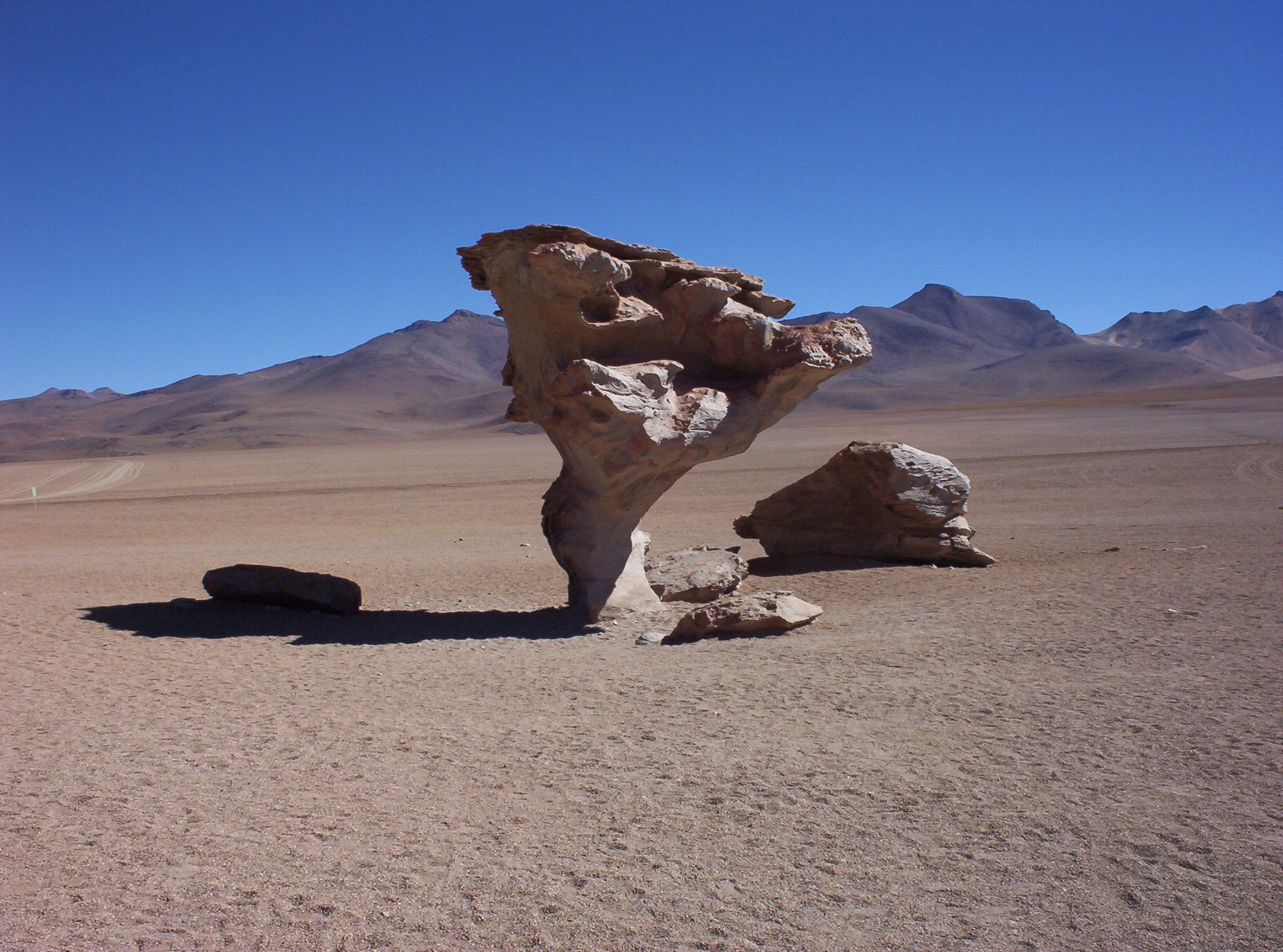
Érosion éolienne sur l’Altiplano andin, Bolivie.

Les processus éoliens (de Éole, dieu grec du vent) se rapportent à l'activité des vents et plus particulièrement, à la capacité du vent à éroder, transporter des matériaux puis les déposer. Cet agent est particulièrement efficace dans les régions où la végétation est clairsemée (rhexistasie), où l’aridité ou le froid sont marqués et disposant d’une grande quantité de sédiments meubles. Le terme éolisation désigne les processus géomorphologiques relatifs à l’action du vent.
Le vent exporte des particules par déflation ; le vannage est une déflation sélective qui ne laisse au sol que les fragments dépassant la compétence du vent (érosion éolienne), les transports éoliens se font par suspension ou saltation (vent de sable, tempête de sable) selon la taille des grains et finalement un dépôt éolien se met en place (lœss, sables dunaires, etc.). Le modelé ou le relief éolien regroupe les formes sculptées par l'érosion due au vent : massif de dunes, couverture de lœss, etc., soit en contexte littoral, soit en contexte aride ou semi-aride.
Un modelé éolien est produit par l'action érosive ou constructive du vent. Le processus d'érosion éolienne se fait par abrasion ou polissage des surfaces exposées (dreikanter), par l'action du vent chargé de particules de sable et par déflation ou enlèvement par le vent de particules de la taille d'un grain de sable ou d’un limon (lœss) mais parfois lorsque la compétence du vent est plus forte, par des éléments beaucoup plus grossiers.
- L’abrasion éolienne : le vent provoque l'usure des particules transportées, se frottant les unes aux autres, et crée des surfaces lisses et burinées bien caractéristiques (voir granulométrie et exoscopie des quartz). L'abrasion du vent produit des cailloux à facettes, les ventifacts ou les dreikanters, des yardangs des régions désertiques (sillons parallèles creusés dans les dépôts tendres mais compacts).
- La déflation éolienne produit des trous éoliens, des dépressions et des bassins ou des cuvettes de déflation, communs dans les régions de dunes (sebkha, playa, chaudière ou caoudeyre) et dunes de sable vives (formes éoliennes : parabolique, transversale, erg, sif, barkhanes, ghourds, etc.).
- Le processus de vannage éolien, par déflation - où les petits grains sont transportés par le vent - laisse en place une couche de cailloux et des buttes de gravier résiduel qui protège les surfaces sableuses de l'érosion (voir regs (de galets ou de cailloux) dans le Sahara ou le Nord canadien).
- L'activité éolienne : les datations isotopiques de la matière organique (C14) montrent que plusieurs périodes d'activité éolienne se sont succédé en particulier durant les 5 000 dernières années que ce soit au Sahara, au Canada, en Chine ou encore dans les massifs dunaires des littoraux européens, etc.

Les processus éoliens relèvent à la fois de l'ablation, du transport et du dépôt de matériaux de taille granulométrique fonction de la compétence (force) du vent. Ces processus édifient donc des formes et des formations de taille extrêmement variable (de la microforme à la surface régionale) et de durée tout aussi diverse. Par exemple de vastes édifices dunaires datant des phases d'avancées quaternaires du désert saharien peuvent aujourd'hui être figés, masqués par la végétation et constituer ainsi des héritages de périodes plus arides où les sables étaient mobiles n'étant pas fixés.

### Processus glaciaires et périglaciaires
Les glaciers (langues glaciaires, calottes ou fona, inlandsis et même les névés) par creusement ou par dépôt façonnent le relief.
- gélifraction
- géliturbation
- ségrégation de glace
- marge glacée

### Modelés glaciaires
- ås (ôs)
- auge
- cirque glaciaire
- dépôts fluvio-glaciaires
- drumlin
- épaulement
- lac proglaciaire
- ombilic
- moraines (moraines frontales, latérales, etc.)
- roches moutonnées, striées, cannelées
- sandur
- till et tillite
- vallée suspendue
- vallum morainique
- verrou

### Modelés périglaciaires
- alass
- hydrolaccolithe, palse et pingo
- pipkrake
- pergélisol
- fente de rétraction glaciaire, coin de glace
- sols structurés

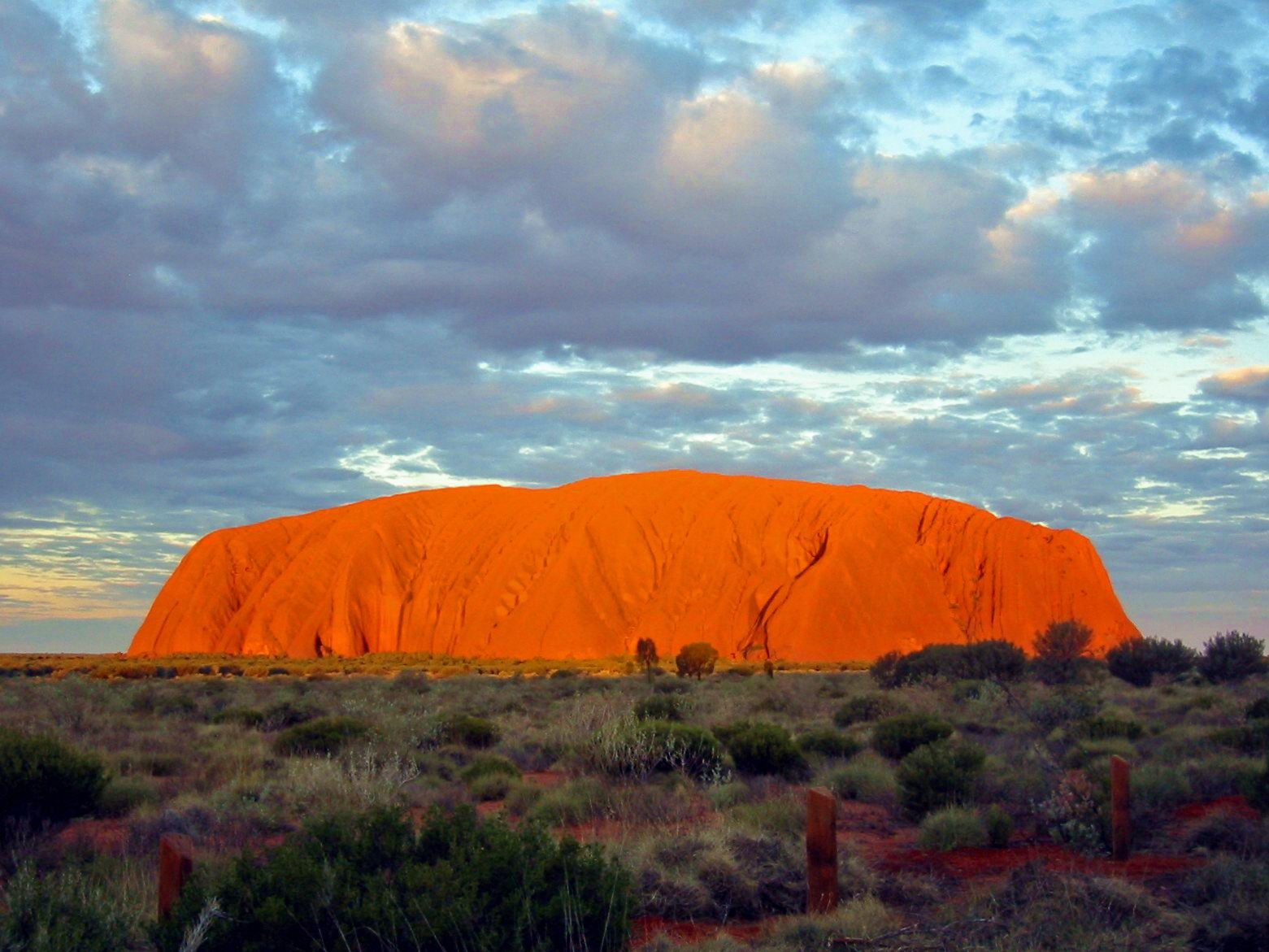
Uluru/Ayers Rock, Australie, inselberg et pédiment.
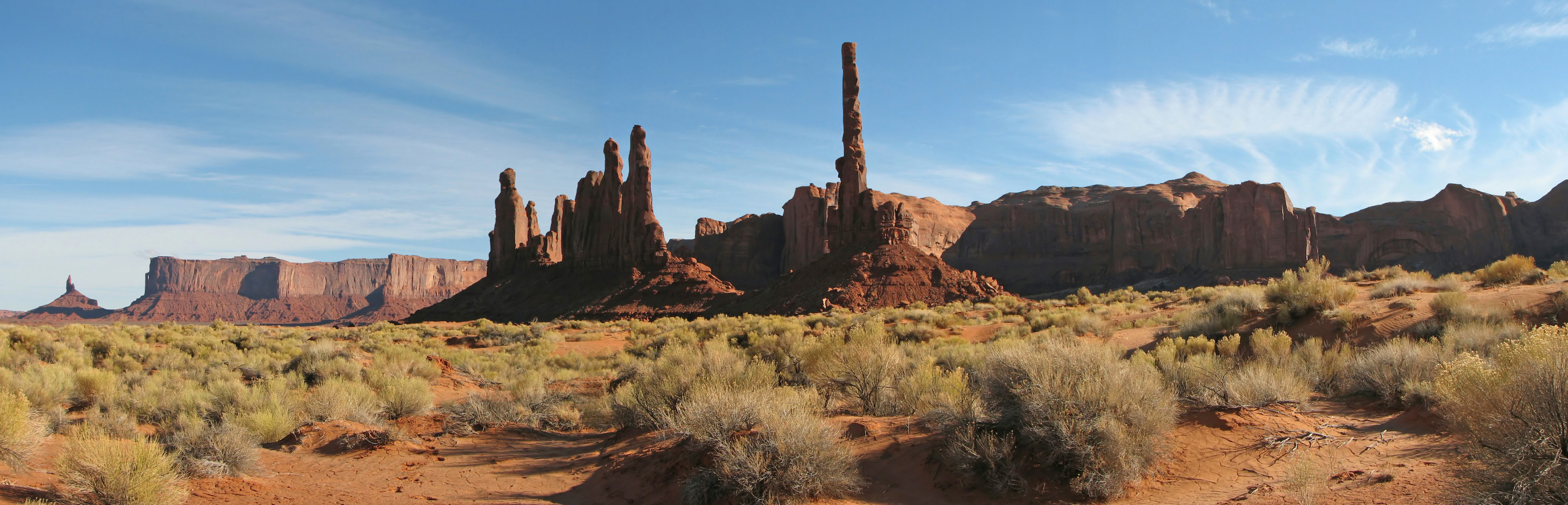
Totem Pole, Monument Valley, Arizona, paysage de grès : pinacles et mésas.
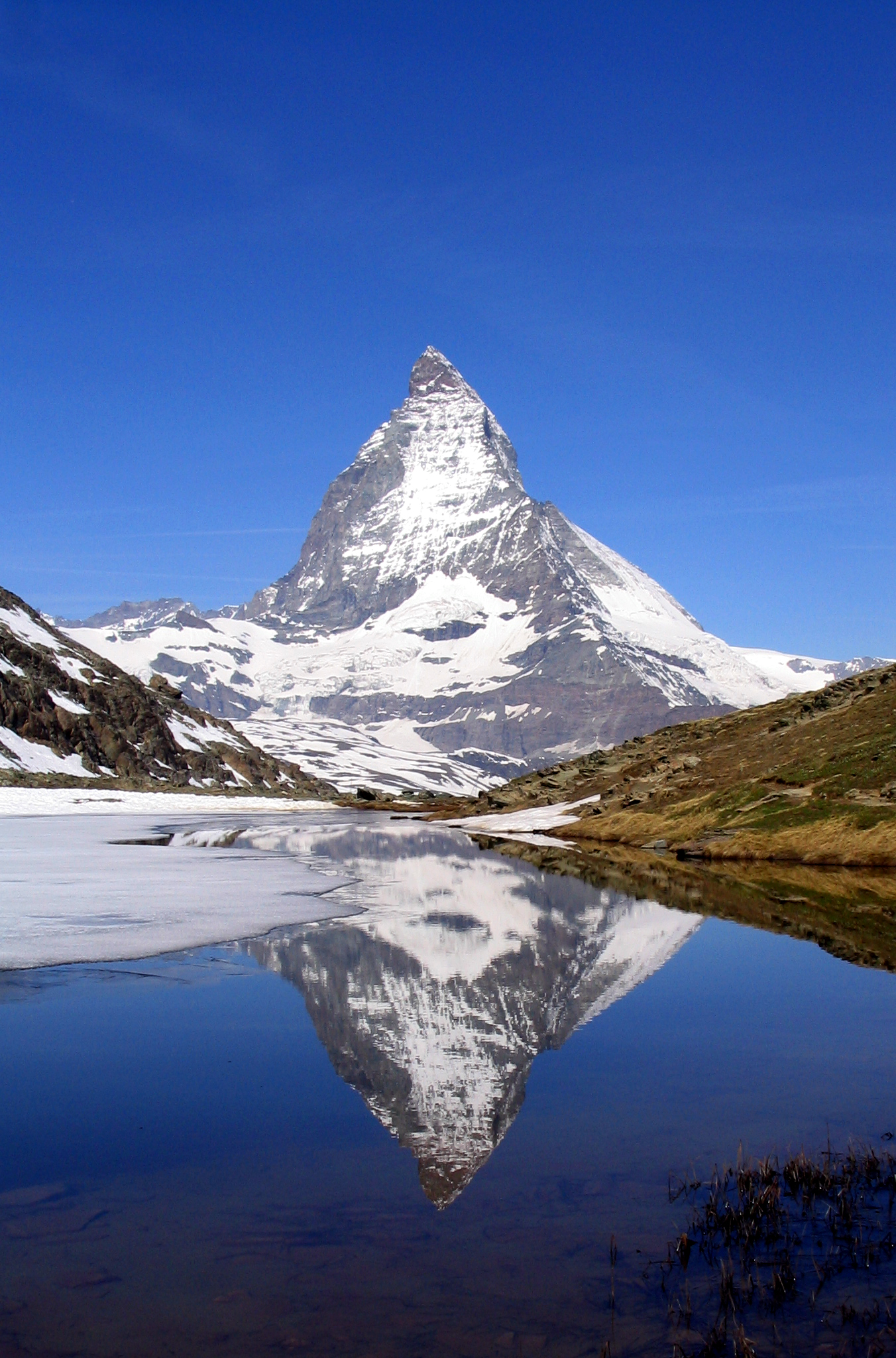
Le Cervin (Matterhorn), à la frontière de l'Italie et de la Suisse, est l'archétype du modelé glaciaire de type horn.
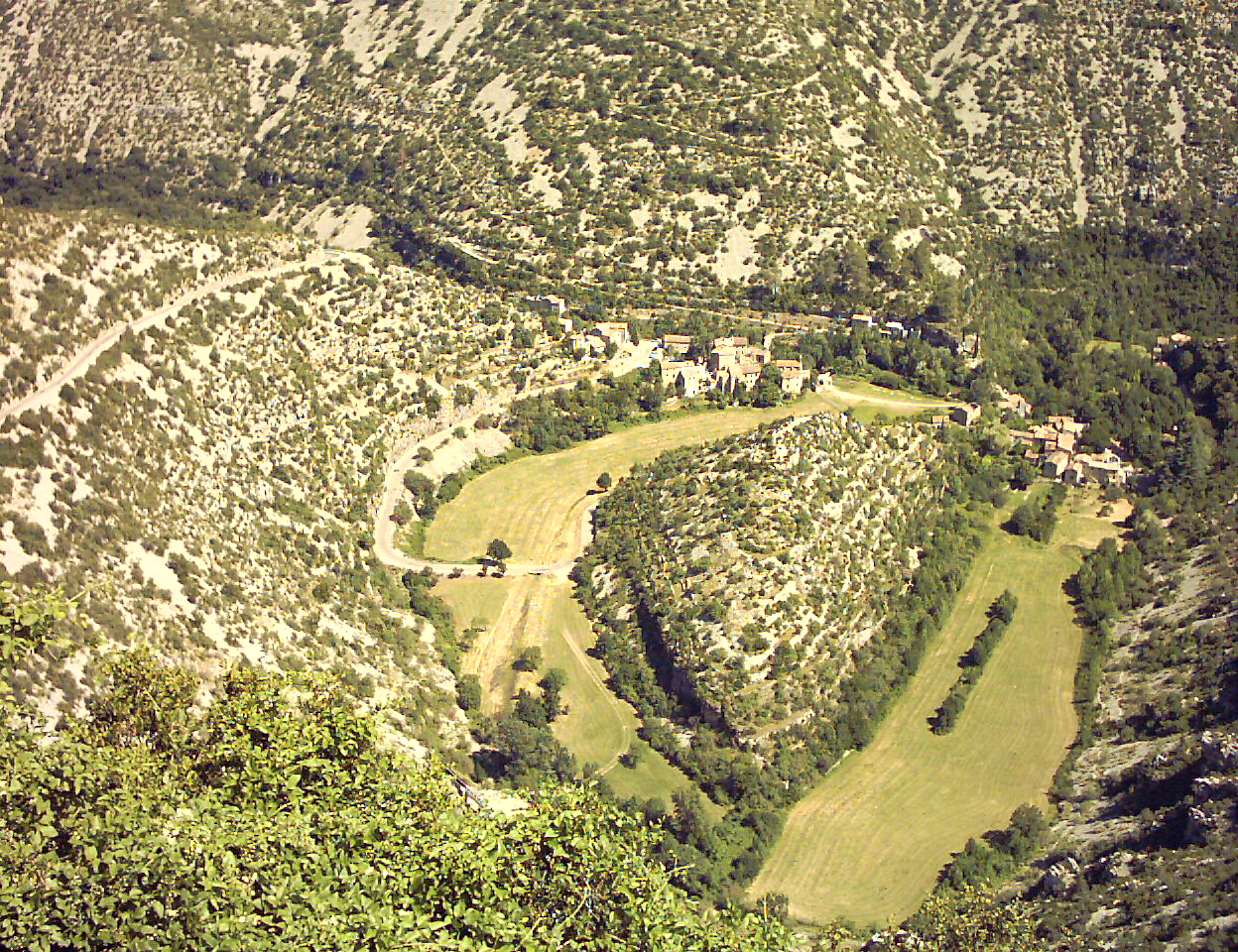
Le cirque de Navacelles, Grands Causses : paysage de plateau karstique et de méandre recoupé.
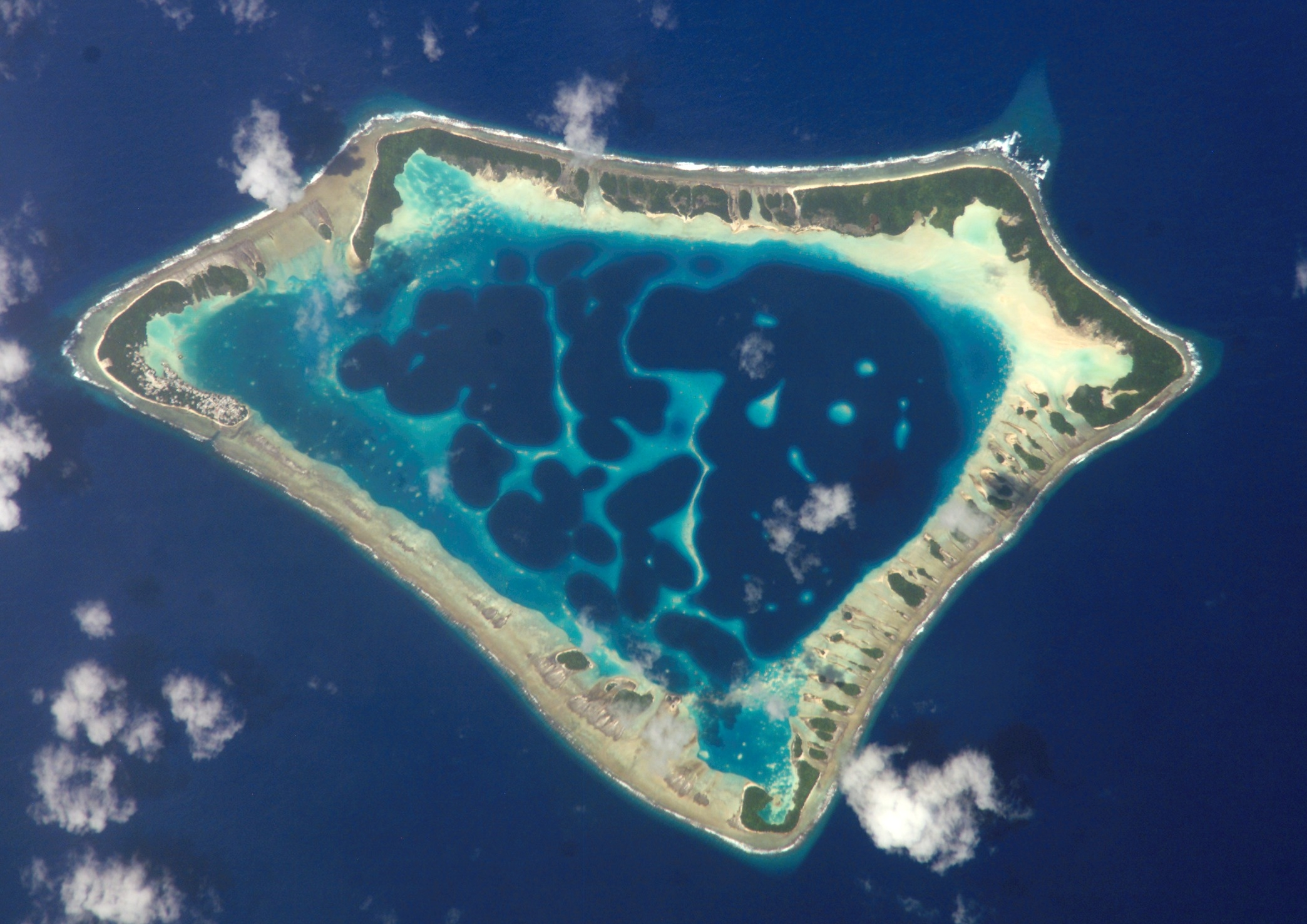
Atoll (géomorphologie littorale) d'Atafu, Tokelau, Pacifique sud.

## Géomorphologie et écologie du paysage

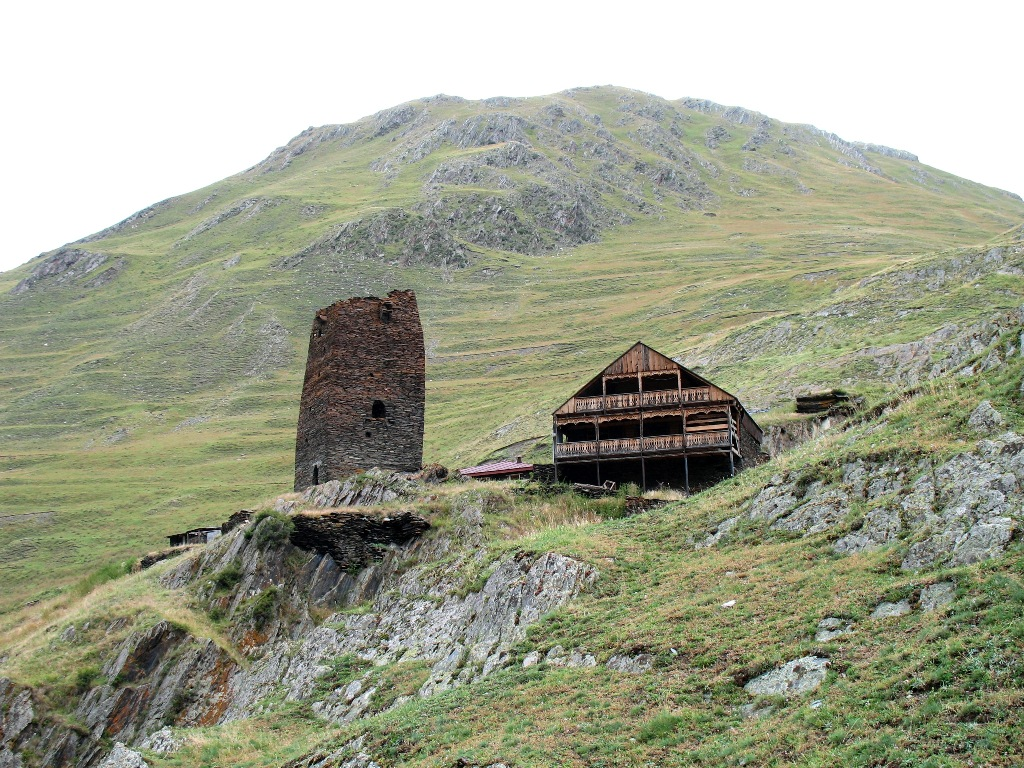
Végétation et animaux, plus ou moins contrôlés par l'homme, influent conjointement sur la forme et l'évolution des paysages. Ici, le passage répété du bétail crée de petites terrasses en escalier, les « pieds-de-vache ».

En tant qu'élément structurant des paysages, le relief joue un rôle dans la répartition des êtres vivants à de multiples échelles. La géomorphologie est un domaine important de l'écologie du paysage. Les formes et structures du paysage sont déterminantes pour la flore, la faune et leurs fonctions au sein des écosystèmes, en particulier les corridors biologiques et certains points comme les îles, isthmes, lacs, fleuves, cols, détroits, creuses, etc., qui orientent naturellement la circulation des flux de gènes, d'espèces et de populations.